# 野幌郵便局
野幌郵便局（のっぽろゆうびんきょく）は北海道江別市にある郵便局。民営化前の分類では集配普通郵便局であった。

## 概要
住所：〒069-8799 北海道江別市野幌町68-5

## 沿革
- 1900年（明治33年）8月1日 - 野幌郵便受取所として開設[1]。
- 1905年（明治38年）4月1日 - 野幌郵便局（三等）となる。
- 1954年（昭和29年）4月20日 - 電話交換事務の取扱を江別電報電話局に移管[2]。
- 1964年（昭和39年）10月1日 - 和文電報配達事務の取扱を江別電報電話局に移管。
- 1968年（昭和43年）12月16日 - 大麻簡易郵便局の廃止に伴い、取扱事務を承継。
- 1969年（昭和44年）8月1日 - 特定郵便局から普通郵便局に局種別改定。
- 1997年（平成9年）4月1日 - 西野幌簡易郵便局の一時閉鎖[3]に伴い、取扱事務を承継。
- 1999年（平成11年） - 外国通貨の両替および旅行小切手の売買に関する業務取扱を開始。
- 2007年（平成19年）10月1日 - 民営化に伴い、併設された郵便事業野幌支店に一部業務を移管。
- 2012年（平成24年）10月1日 - 日本郵便株式会社の発足に伴い、郵便事業野幌支店を野幌郵便局に統合。

## 取扱内容
- 郵便、印紙、ゆうパック、内容証明
- 貯金、為替、振替、振込、国際送金、外貨両替・トラベラーズチェック、国債、投資信託
- 生命保険、バイク自賠責保険、自動車保険
- ゆうちょ銀行ATM
- 江別市内の一部地域（主に野幌、大麻、文京台、東野幌地区）の集配業務
- ゆうゆう窓口

## 周辺
- 江別市情報図書館
- 江別市消防本部、江別市消防署
- イオンタウン江別ショッピングセンター

## アクセス
- JR函館本線 野幌駅から西へ約800m（徒歩約9分）
- JR北海道バス 情報図書館前停留所、北海道中央バス 野幌駅通停留所下車
- 道央自動車道 江別西ICから東へ約3km
- 国道12号沿い
- 駐車場あり：12台